# Kaschmirischer Shivaismus
Dieser Artikel wurde in der Qualitätssicherung Religion eingetragen. Hilf mit, die inhaltlichen Mängel dieses Artikels zu beseitigen, und beteilige dich an der Diskussion.

Das Dreieck, Symbol und Yantra von Parama Shiva, mit den dreieckigen Energien von para, para-apara und apara shakti

Der kaschmirische Shivaismus ist eine monistische Schule und eine Weiterentwicklung des hinduistischen Shivaismus in Kaschmir, in der die religiösen Texte (Agamas) als unmittelbarer Ausdruck des höchsten Gottes Shiva betrachtet werden. Diese Form des Shivaismus wird auch Trika-Schule (Triade) genannt, während andere Formen des Shivaismus in Kaschmir sich auch auf Schulen wie Shaiva-Siddhanta, Shrividya (Heiliges Wissen) oder bestimmte Formen von Shiva wie Svaccandabhairava beziehen können.

## Ursprung und Entstehen
Der Kaschmir-Shivaismus entstand während des 8. oder 9. Jahrhunderts n. Chr. in Kaschmir und differenzierte sich bis zum Ende des 12. Jahrhunderts sowohl philosophisch als auch theologisch weiter.
In vielen Bereichen ähnelt er dem Hindu-Tantra. Einer der bedeutendsten Vertreter dieser Entwicklung wird durch Abhinavagupta repräsentiert, dem eine Synthese verschiedener Tantraschulen und der Einflüssen aus der Bhagavad-Gita gelingt. Beide haben das Shri-Yantra als Symbol.
In der kaschmirischen Schule des Shivaismus gilt Shiva als das unerschaffene Absolute, das höchste Selbst, Prinzip des unendlichen Lichtes. Das Universum wird in dieser Theologie gedacht als Projektion Shivas, so dass es erfüllt ist von göttlichem Bewusstsein. Shivas Reflexion in Shakti enthält das Universum als Reflexion dieser Reflexion. Die Schöpfung findet durch 36 Hypostasen oder Kategorien (Tattvas) statt, vom reinen Geist (Shivatattva) bis zum Erdelement. Spanda wird als Shivas pulsierende Energie angesehen, die bewirkt, dass das Universum ewigwährend periodisch sich ausbreitet und wieder zusammenzieht.
Cit (Sanskrit:Bewusstsein) gilt in dieser Schule als göttliches und allgegenwärtiges Bewusstsein und als die einzige Wirklichkeit. Materie ist danach nicht vom Bewusstsein getrennt. Im kaschmirischen Shivaismus wird angenommen, dass es in Wahrheit keine Kluft zwischen Gott und der Welt gibt. Die Welt stellt sich hier nicht als eine Illusion (Maya) wie im Advaita-Vedanta dar, sondern die Wahrnehmung der Dualität wird als die Illusion angesehen. Die Überwindung der irdischen Welt ist das Ziel der spirituellen Anstrengungen.
Es liegt zwar eine Identität aller Wesen mit Shiva vor, doch sind diese unrein und von Maya beeinflusst, so dass die wahre Identität mit Shiva nicht realisiert wird. Aus diesem Grunde gibt es im kaschmirischen Shivaismus spirituelle Praktiken zur Wahrnehmung dieser Einheit mit Shiva. Die Wahrnehmung der Identität mit Shiva findet dann in einem Akt der direkten Intuition in Bezug auf die wahre Realität statt.
Sowohl im hinduistischen Shivaismus als auch im kaschmirischen Shivaismus hat Shiva einen schrecklichen oder dynamischen Aspekt in Form von Bhairava. Im Hinduismus ist über den Trimurti das Parabrahman bzw. das Satyalola. Abhinavagupta detaillierte dieses in vier weitere Ebenen oder Tattwas bis zum Paramshiva.
"Der kashmirische Shivaismus hat sich zu einer Tiefe lebendigen Gedankenguts entwickelt wo sich verschiedene Ströme der menschlichen Weisheit in einer leuchtenden Synthese vereinigen." – Rabindranath Tagore (9. Mai 1861 – 7. August 1941) Nobelpreis in Literatur (1913).
Diksha, Initiation durch den Guru, ist im kashmirischen Shivaismus von zentraler Bedeutung, denn diese führt zu Sadhana, spiritueller Praxis und Anugraha, göttlicher Gnade. Das Ziel des Sadhana ist die Befreiung im Leben, Jivanmukti.

## Der mythologische Ursprung des Kaschmir-Shivaismus
Da die Philosophie des Kaschmir-Shivaismus tief in den Tantras verwurzelt ist, beginnt die Tradition mit Shiva selbst. Nach der Tradition nahm Shiva die Form von Srikanthanath an (Berg Kailasa), da das Wissen der Tantras in der Zeit des Kali-Yuga verloren gegangen war, wo er Durvasa vollständig in alle Formen des tantrischen Wissens einweihte, einschließlich des abheda (ohne Unterscheidung), bhedabheda (mit und ohne Unterscheidung), und bheda (unterscheidend), wie in den Bhairava Tantras, den Rudra Tantras, und den Shiva Tantras beschrieben wird.
Durvasa meditierte intensiv in der Hoffnung, einen geeigneten Schüler zur Einweihung zu finden, hatte aber keinen Erfolg. Stattdessen schuf er drei geistgeschaffene Söhne und weihte den ersten Sohn Tryambaka vollständig in die monistische abheda Philosophie des Bhairava Tantra ein, das als Kaschmir-Shivaismus bekannt ist.

## Konzepte des Kaschmir-Shivaismus

### Anuttara, der Höchste
Anuttara ist das höchste Prinzip im Kaschmir-Shivaismus, und als solches ist es die fundamentale Wirklichkeit, dem ganzen Universum zugrunde liegend. Unter den vielen Interpretationen von Anuttara sind: „Allerhöchstes“, „über Allem“ und „unübertroffene Wirklichkeit“.
Im Sanskrit-Alphabet wird Anuttara mit dem ersten Buchstaben 'A' verbunden. Als das allerhöchste Prinzip wird Anuttara mit Shiva identifiziert und mit Shakti, da Shakti mit Shiva identisch ist, als das höchste Bewusstsein (Cit), als ungeschaffenes Licht (prakasa), höchstes Objekt (aham) und zeitlose Schwingung (spanda).
Der Praktizierende, der Anuttara (Cit-Bewusstsein) verwirklicht hat, benötigt keine weitere Praxis, da er in Besitz von sofortiger Verwirklichung und vollkommener Freiheit (svatantrya) ist.
Anuttara unterscheidet sich vom Begriff Transzendenz darin, dass, obwohl es über allem steht, es nicht einen Status der Trennung vom Universum darstellt.
Ein Anuttarayoga-Tantra ist auch im Buddhismus bekannt.

### Aham, das Herz Shivas
Aham (Sanskrit: Ich) ist das Konzept der höchsten Wirklichkeit als solches. Es wird als nichtdualistischer innerer Raum von Shiva betrachtet und als Stütze der ganzen Schöpfung, als höchstes Mantra und als identisch mit der Shakti. Es spiegelt sich aber auch individuell unterhalb der Kanchukas im Bereich des Anthakarana wider.

### Kula, die spirituelle Gruppe
Kula (auch Kaula) wird als Familie oder Gruppe übersetzt. Solche Strukturen existieren auf verschiedenen Ebenen und sind aus vielen auch komplementären verbundenen Teilen gebildet. Sie werden Familien genannt, um das gemeinsame vereinigende Band zu betonen, das der allerhöchste Gott ist, d. h. Shiva.
Die Praktiken der Kula gelten als mystisch und die Betonung liegt weniger auf philosophischen Erörterungen und mehr auf sofortiger Erfahrung. In ihrer Essenz ist Kula eine Form der körperlichen Alchemie, wo die niederen Aspekte der Person in höhere aufgelöst werden, da sie alle als Form einer einheitlichen Gruppe angesehen werden, eine Kula, die sich an Shiva anlehnt.

## Die Shiva-Sutras
Der erste große Eingeweihte in der Geschichte dieses spirituellen Pfades war Vasugupta (um 875–925). Vasugupta formulierte zum ersten Mal schriftlich die Prinzipien und Hauptlehren dieses Systems. Ein fundamentales Werk des Shivaismus sind die traditionell Vasugupta zugeordneten Shivasutras.
Nach der Mythologie hatte Vasugupta einen Traum, in dem Shiva ihm befahl, zum nahegelegenen Mahadeva-Berg in Kaschmir zu gehen. Auf diesem Berg soll er in einen Felsen gravierte Verse gefunden haben, die Shiva-Sutras, welche die Lehren des Shiva-Monismus umschreiben. Sie sind eine der Hauptquellen des Kaschmir-Shivaismus. Das Buch ist eine Sammlung von Aphorismen. Diese Sutras legen eine rein nichtduale Metaphysik wie im Advaita-Vedanta dar.
Diese Sutras sind der Typ von Hindu-Schriften die als Agamas bekannt sind, und sie sind auch bekannt als die Shiva Upanishad Samgraha oder Shivarahasyagama Samgraha.
Im Hinduismus sind weitere Shiva gewidmete Puranas bekannt wie das Shiva- oder Vayupurana, das Lingapurana, das Skandapurana, das Agni-Purana, das Matsyapurana und das Kurmapurana.

## Klassifikation der niedergeschriebenen Tradition
Die ersten kaschmirischen Shiva-Texte wurden im frühen neunten Jahrhundert n.Ch. geschrieben. Als monistisches Tantra-System oder Trika-Shivaismus, als das es auch bekannt ist, entnimmt es Lehren aus den Shrutis, wie den monistischen Bhairava-Tantras, den Shiva-Sutras von Vasugupta, und auch einer besonderen Version der Bhagavad Gita die auch als Kommentar von Abhinavagupta als Gitartha Samgraha bekannt ist. Es werden auch Lehren aus dem Tantraloka verwendet, dem Hauptwerk von Abhinavagupta, das aus den im Kashmir-Shivaismus verwendeten Smritis hervorsticht. Generell kann die ganze niedergeschriebene Tradition des Shivaismus in drei Hauptteile aufgeteilt werden : Agama Shastra, Spanda Shastra und Pratyabhijña Shastra.
1. Agama Shastra sind jene Schriften, die als direkte Offenbarung Shivas betrachtet werden. Diese Schriften wurden zuerst vom Meister zum würdigen Schüler mündlich überliefert. Sie beinhalten für diese Schule essenzielle Werke wie das Malinivijaya Tantra, das Svacchanda Tantra, das Vijñanabhairava Tantra, das Netra-Tantra, das Magendra-Tantra, das Rudrayamala-Tantra, das Shivasutra[30] und andere. Es existieren zahllose Kommentare zu diesen Werken, die meisten zum Shivasutra.[31]

1. Das Spanda Shastra, dessen Hauptwerk das Spanda Karika von Bhatta Kallata, einem Schüler von Vasugupta, ist, mit seinen vielen Kommentaren. Von diesen sind zwei von größerer Bedeutung: Spanda Sandoha (diese Kommentar handelt nur von den ersten Versen des Spanda Karika), und das Spanda Nirnaya (welches ein Kommentar zum ganzen Text ist).[32] Das Spanda Karika hat eine Kosmologie zum Thema, in der durch eine Vibration (Spanda) im höchsten Bewusstsein (Shiva) das Universum hervortritt. Diese Vibration wird hervorgerufen durch Shakti, Shivas Energie, die die Manifestation des Kosmos ist und aus dem Einen alles entfaltet, und dennoch nicht von Shivas Transzendenz getrennt ist. Dieser Nicht-Dualismus ist kennzeichnend für die Trika-Schule[33]

1. Pratyabhijña Shastra sind jene Schriften die hauptsächlich einen metaphysischen Inhalt haben. Wegen der Annahme diese Schriften hätten ein außerordentlich hohes, spirituelles und intellektuelles Niveau, ist dieser Teil der niedergeschriebenen Tradition des Shivaismus der für die Uneingeweihten am wenigsten zugängliche. Trotzdem bezieht sich dieser Teil der Schriften auf die einfachste und direkteste Form der spirituellen Selbstverwirklichung. Pratyabhijña bedeutet „Wahrnehmung“ und bezieht sich auf die spontane Wahrnehmung der göttlichen Natur die in jedem menschlichen Wesen verborgen ist, den Atman. Die bedeutendsten Werke in dieser Kategorie sind: Ishvara Pratyabhijña, das fundamentale Werk von Utpaladeva und Pratyabhijña Vimarsini, ein Kommentar zur Ishvara Pratyabhijña.

Ishvara Pratyabhijña bedeutet die direkte Wahrnehmung der Gottheit Ishvara als identisch mit dem eigenen Herzen. Vor Utpaladeva schrieb sein Meister Somananda das Siva Drsti (The Vision of Siva), ein devotionales Gedicht mit vielen Bedeutungsebenen.

## Prominente Heilige des Kaschmir-Shivaismus
Alle vier Zweige der Kaschmir-Shivaismus-Tradition wurden vom großen Philosophen Abhinavagupta (um 950–1020) zusammengestellt. Unter seinen bedeutenden Arbeiten ist das Tantraloka das wichtigste, dessen Verse eine majestätische Synthese der ganzen Tradition des shivaitischen Monismus darstellen.
Abhinavagupta glättete erfolgreich alle existierenden Unterschiede und Verschiedenheiten aus, die unter den verschiedenen Zweigen und Schulen des Kaschmir-Shivaismus vor ihm existierten. Dabei bietet er eine einheitliche, schlüssige und vollständige Vision dieses Systems an. Wegen der außerordentlichen Länge von 5859 Versen des Tantraloka erstellte Abhinavagupta selbst eine kürzere Version als Prosa namens Tantrasara („Die Essenz des Tantra“).
Ein anderer bedeutender Kashmir-Shivait ist Jayaratha (1150–1200), der seinen Kommentar zum Tantraloka hinzufügte, eine lebenslange Aufgabe von großem Schwierigkeitsgrad, ohne die einige Passagen des Tantraloka heute nicht verstanden werden könnten.
Ein bekannter moderner Guru war der 1995 verstorbene Mahatapasvi Shri Kumarswamiji.

## Die vier Hauptschulen des Kaschmir-Shivaismus

### Krama
Der Ausdruck 'Krama' bedeutet 'Fortschritt','Abstufung' oder 'Abfolge' in der Bedeutung von 'spiritueller Abstufung' oder 'stufenweise Verbesserung des geistigen Prozesses' (vikalpa), oder 'abgestufte Entfaltung auf höchsten Niveau', im höchsten Bewusstseins (Cit). Auch wenn die Krama-Schule ein integraler Teil des Kaschmir-Shivaismus ist, ist sie doch ein unabhängiges System, sowohl philosophisch als auch historisch. Krama ist bedeutungsvoll als eine Synthese des Tantra und shaktischer Traditionen auf der Basis des shivaitischen Monismus, als ein tantrisches und an der Shakti orientiertes System mit mystizistischem Einschlag. Krama ähnelt in mancher Hinsicht dem Spanda da sich beide auf die Aktivität der Shakti konzentrieren, und sie haben auch ähnlich wie das Kula einen tantrischen Ansatz. Innerhalb der Familie des Kaschmir-Shivaismus unterscheidet sich die Pratyabhijña Schule am meisten vom Krama.
Das ausgeprägteste Charakteristikum des Krama ist seine monistisch-dualistische (bhedabhedopaya) Disziplin in den Vorstufen der spirituellen Verwirklichung. Auch wenn der Kaschmir-Shivaismus ein idealistisch-monistisches System ist, als Vorstufen des spirituellen Pfades. So soll das Krama-System dualistische und nichtdualistische Methoden anwenden, aber in der zugrundeliegenden Philosophie nicht-dualistisch bleiben. Krama hat eine positive erkenntnistheoretische Basis, mit dem Ziel einer Synthese von Freude (bhoga) und Erleuchtung (Moksha).

### Kula
Eine weitere sehr bedeutende Schule des Kaschmir-Shivaismus ist Kula oder Kaula, was in Sanskrit so viel wie ‚Familie‘ oder ‚Ganzheit‘ bedeutet. Sie ist ein Musterbeispiel für eine Schule des tantrischen linken Pfades, und hier hat die Shakti eine überragende Rolle. Kaulika ist als eine Form der Shakti die bindende Kraft des Kula. Sie ist eine Energie sowohl von Geist als auch von Materie, welche sie überbrückt, und sie schafft für das Bewusstsein den Pfad der Evolution vom Ego zum Spirituellen.
Die Lehren des Kula sind ein Grundgerüst des Tantraloka und des Tantrasara.

Kula sollte nicht mit ‚rotem Tantra‘ verwechselt werden. Die Praktiken drehen sich um die Transformation der Sexualkraft und der niederen Kräfte unter kompetenter eingeweihter Führung. Das Ziel und der Höhepunkt der spirituellen Evolution ist hier ein extrovertierter alles beinhaltender Samadhi, die Bhairavi mudra, jagadananda oder bhava samadhi.
Im Kula-System ist Mantra-Meditation eine geläufige Praxis. Es werden auch spezielle Mantras in Form einer Gruppe von Phonemen verwendet. Die 50 Phoneme (varṇa) des Sanskrit-Alphabets werden als Keimsilben oder Samen-Mantras angesehen. Als Repräsentanten verschiedener Aspekte des Bewusstseins (cit) und der Energie (śakti) beinhalten sie eine komplette Beschreibung der Realität, d. h. von der untersten Ebene (‚Erde‘) bis zum höchsten Shiva-Bewusstsein.
Das Tantraloka beinhaltet eine Reihe von Ritualpraktiken. Dabei kann es sich um den Bau eines Mandalas, die Visualisierung von einer Göttin oder eine Gruppe von Göttinnen (Shakti), Rezitationen (japa) welche in einem Zustand der „Ruhe eines kreativen Bewusstseins“ (camatkāra) durchgeführt werden, und auch von Opfergaben ins Feuer und dessen verinnerlichter Version und das Verbrennen von Objekte und Mitteln der Erkenntnis in das "Feuer des nicht-dualen Bewusstseins" (parāmarśa) handeln.

### Spanda
Das Spanda-System, das von Vasugupta (um 860–925) eingeführt wurde, wird gewöhnlich als „Vibration/Bewegung des Bewusstseins“ beschrieben. Abhinavagupta benutzt den Ausdruck „eine Art von Bewegung“ um den Unterschied zu physikalischer Bewegung zu unterstreichen; es ist eher eine Schwingung oder ein Ton innerhalb des Göttlichen (Shabda), ein Pulsieren. Die Essenz dieser Schwingung ist das ekstatische selbstbezogene Bewusstsein.
Die zentrale Lehre dieses Systems ist, dass alles Spanda ist, sowohl die objektive äußere Wirklichkeit als auch die subjektive Welt. Nichts existiert ohne Bewegung, aber die höchste Bewegung findet nicht innerhalb von Raum und Zeit statt, sondern innerhalb des höchsten Bewusstseins Cit. Daher ist dies ein Zyklus der Verinnerlichung und Veräußerlichung des Bewusstseins selbst, bezogen auf die erhabenste Ebene der Schöpfung.
Um den Bedeutungsumfang des Spanda-Konzeptes zu beschreiben, werden eine Reihe von äquivalenten Konzepten aufgezählt wie: selbstbezogenes Bewusstsein (vimarsa), unbehinderter Wille des höchsten Bewusstseins ((Cit), svatantrya), höchste kreative Energie (Visarga), Herz des Göttlichen (Hrdaya) und Ozean des Lichtbewusstseins (cidananda).
Die bedeutendsten Texte des Systems sind die Shiva-Sutras von Vasugupta, das Spanda Karika und das Vijñana Bhairava Tantra.

### Pratyabhijña
Die Pratyabhijña-Schule, deren Name aus dem Sanskrit wörtlich übersetzt „spontane Wahrnehmung“ bedeutet, ist eine einzigartige Schule. Sie verwendet keine Upayas (Mittel) und es existieren keine praktischen Übungen. Die einzige durchzuführende Handlung ist die Betrachtung darüber, wer man ist. Dieses Mittel wird auch als Anupaya, Sanskrit für „ohne Mittel“, bezeichnet. Der kaschmirische Meister Somananda belebte die Schule im achten Jahrhundert n. Chr. wieder.

## Die 36 Tattwas
Der Weltbild des kaschmirischen Shivaismus unterscheidet 36 Tattvas oder Energieebenen, die von Paramshiva erzeugt wurden. Durch die Tätigkeit von Abhinavagupta unterscheidet es sich vom Hinduismus nur im Aufbau der Tattvas oberhalb des Ishvara-Tattvas(hinduistisch entspricht dieses den[trimurti)]. Paramshiva geht weit über den Hinduismus hinaus, der evtl. noch Parambrahma kennt.
- Fünf Reine Tattvas, angefangen mit dem Shiva-Tattva
- Sieben Reine und Unreine Shuddhashuddha Tattvas – hier besteht schon eine Vermischung mit der Maya[61]
- 24 Unreine Tattvas angefangen mit der Prakriti, wo Maya vorherrscht[62]

## Praktiken
Eine bekannte Praxis ist die Aham-Herzensmeditation mit
Unterstützung der Kechadri-Mudra. Andererseits steht das tantrische System der Chakren im Mittelpunkt.

## Die Zeitzyklen
Die Zeitzyklen des Kaschmir-Shivaismus ähneln den Yugas des Hinduismus.

## Qliphoth
Im kaschmirischen Shivaismus des Pfades zur rechten Hand existiert ein ähnliches Modell wie in der Kabbala. Qliphoth sind die Scherben der inneren sechs Sephiroth-Gefäße, die dem Durchströmen des unendlichen Lichtes von En Sof nicht standhalten konnten und deshalb zerbrachen. Sie blieben jedoch in der Schöpfung erhalten. Sie treten in der absteigenden Ordnung "Ordnung der Evolution" ('Seder hischtalschelus' hebr. סדר השתלשלות) durch Tzimtzum (Selbstkontraktion Gottes aus seiner eigenen Mitte) zum Zweck der Schöpfung der Welt, in Erscheinung. Göttlichkeit im Judentum bedeutet die Offenbarung der heiligen ein-einzigen Wirklichkeit Gottes. Qlīpōt verhüllen diese jedoch, wie Schalen die enthaltene Frucht umhüllen. Qlīpōt sind daher synonym mit Götzendienst (Idolatrie) und Sitra Achra (סטרא אחרא "andere Seite"). Qliphoth als metaphorisch verhüllende Schalen haben jedoch auch gute Eigenschaften. Wie Schalen die Frucht schützen, so hindern sie die metaphysische göttliche Licht-Emanation am zerstreut werden. Wie die Sephiroth senden sie Funken (niṣōṣōt) aus, die sich mit den Funken der Sephiroth vermischen und in die Seelen einwandern, so dass jede Seele ein individuelles Mischungsverhältnis von guten und bösen Anteilen hält. Vergleiche: Ishvara strahlt (entsprechend En Sof) das Sadvidya-Tattva (Licht) aus, welches in Interaktion mit dem Maya-Tattva (Dunkelheit, Zorn) fünf Hüllen (Kanchukas) um den Purusha erzeugt (Shuddhashuddha Tattvas), die Vorläufer der weiteren fünf Elemente der Mentalebene, welche ebenfalls positiv und negativ sind. Die Geistfunken werden hier als Ātma-Anu bezeichnet.